# 師団将軍
師団将軍 (しだんしょうぐん) とは軍隊の階級の一で、フランス革命方式 (French Revolutionary System) と呼ばれる将官の階級呼称方法における師団長級将官の呼称。ブラジルやチリなどの国々の軍将軍、フランスやイタリアなどの軍団将軍またはスペインの中将の下、旅団将軍の上に位置する。ドイツ連邦軍のように少将以上の呼称を旧欧州方式としている国の方が多いため、使用している国はさほど多くない。英呼称は直訳でDivisional generalである。ブラジルなどのように中将の階級呼称として使用している国々もあり、それ故、北大西洋条約機構の階級符号（NATO階級符号）ではOF-7またはOF-8に相当するため、通常は少将または中将と和訳される。元々補職制度を基準にした呼称のため、このような経緯から本階級を単純に少将と同一視することは間違いである。Almanach Hachetteの1917年度版82ページに掲載されていた旧日本陸軍の階級チャートでは中将に本呼称を用いていた。

## フランス
- 陸軍 : Général de division
- 空軍 : Général de division aérienne
- 国家憲兵隊 : Général de division

本階級はアンシャンレジーム期では中将 (Lieutenant général) と呼称されていた。軍人の公式な最高位で、大将 (Général、1793年以降 Général en chef) はこの中将の役職に応じた地位であり、本階級もその制度を踏襲している。現呼称には1793年に改称され、NATOが発足した1949年まで中将位であった。なお、1814年から1848年まで旧呼称に戻されていたため、ワーテルローの戦いにおいては使用されていない。また1830年に各兵科の筆頭将官の称号である上級大将 (Colonel général) が、次いで1848年に大将が廃止されたため、1921年まで実質的に最高位となっていた。現在、本階級を少将と呼称するようになったのは第二次世界大戦後、NATO加盟諸国の人事バランスに合わせてOF-7相当と定められたため、日本語での呼称をそれまでの中将から少将に改めたものである。

### Général de division ayant un commandement supérieur
英訳ではDivisional general holding higher commandとなり、第一次世界大戦時に軍団長以上の高級部隊を指揮する中将に対して使用された非公式の階級。第一次世界大戦時には将官は中将と少将の2階級しかなかったため、他国将官との人事バランスを考慮し、軍団長以上の者は下掲のように星章の下あるいは上に横棒を1本付けた階級章を使用して大将待遇としていた。

陸軍階級章
空軍階級章
国家憲兵隊階級章
第一次世界大戦における大将位たる師団将軍の階級章

## イタリア
- 陸軍 : General di divisione
- 空軍 : Generale di divisione aerea
- カラビニエリ : Generale di divisione
- 財務警察（イタリア語版、英語版） : Generale di divisione

旧呼称はTenente generale in comando di divisioneおよびMaggior generale in comando di divisione。現呼称へは1919年に統合、改称された。

陸軍階級章
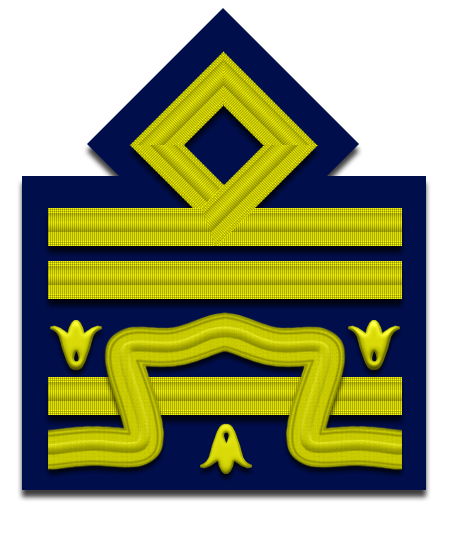
空軍階級章
カラビニエリ階級章
財務警察階級章

## スペイン
General de división
中将 (Teniente general)の下位にあり、少将位である。陸軍、空軍、治安警備隊共に同じ呼称を用いる。旧呼称はMariscal de campoである。現呼称には1889年7月20日に改められた。これはフランスと違い、准将(Brigadier)が廃止されず、旅団長級将官としてそのままGeneral de brigadaに改称されたためである。

陸軍階級章
空軍階級章
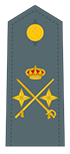
治安警備隊階級章

## 中将相当官の国々

### ブラジル
参考として空軍の階級呼称と階級章も掲載。
- 陸軍 : General de divisão
- 空将 : Major-brigadeiro

ブラジルでは陸軍のみ使用。陸軍将軍のすぐ下の階級となる。

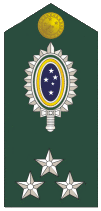
陸軍階級章
空軍階級章

### チリ
参考として空軍の階級呼称と階級章も掲載
- 陸軍 : General de división
- 空軍 : General de aviación

チリも陸軍のみの使用。ブラジルと同様に陸軍将軍のすぐ下の階級となる。

陸軍階級章
空軍階級章